# Last Zoom
Singles de Ysa Ferrer
Sens Interdit
(2008) French Kiss
(2010)
Last Zoom est le dernier single extrait de l'album Imaginaire pur Reloaded de la chanteuse Ysa Ferrer.

## Formats et liste des pistes
CD Maxi #1
1. Last Zoom (Radio Edit) - 3:10
2. Last Zoom (Dave Audé Radio Edit) - 4:24
3. Last Zoom (OpKrA's Club Remix) - 4:06
4. Last Zoom (Zombie Cooking Remix) - 6:31
5. Last Zoom (Bryan Shower Club Mix) - 4:57
6. Last Zoom (Tokinamix) - 4:28

CD Maxi #2 (vendu uniquement sur la boutique officielle)
1. Last Zoom (Dave Audé Radio Edit) - 4:24
2. Last Zoom (Dave Audé Remix) - 7:54
3. Last Zoom (Dave Audé Dub) - 7:39
4. Made in Japan (DJ Ram & SD Mix) - 4:51
5. Last Zoom (DemoBox Version) - 3:33
6. Last Zoom (Album Instrumental) - 3:51

Maxi 33 Tours
- Face A :

1. Last Zoom (Dave Audé Remix) - 7:55

- Face B :

1. Last Zoom (Zombie Cooking Remix) - 6:28
2. Last Zoom (A capella) - 3:36

## Classement des ventes
| Pays   | Meilleure position |
| ------ | ------------------ |
| France | 48                 |